# Casey Dellacqua
Casey Dellacqua (ur. 11 lutego 1985 w Perth) – australijska tenisistka, finalistka wszystkich turniejów wielkoszlemowych w grze podwójnej.
Jest zawodniczką leworęczną z oburęcznym backhandem. 27 stycznia 2003 została sklasyfikowana na dziewiątym miejscu w juniorskim rankingu gry podwójnej. W rozgrywkach rangi ITF do listopada 2013 wygrała 45 turniejów, w tym dwadzieścia dwa w grze pojedynczej.

## Kariera tenisowa

### Rozgrywki juniorskie
W roku 2001 Casey wystąpiła w rozgrywkach juniorskich Australian Open, w pierwszej rundzie poniosła porażkę z Ashley Harkleroad. Pół roku później doszła do półfinału Halowych Mistrzostw Nowej Zelandii, gdzie została pokonana przez Adrianę Szili. W październiku wygrała turniej ITF w stolicy Tajlandii. W roku 2002 również odpadła w pierwszej rundzie Australian Open. Jednak jej kolejny występ w roku 2003 był już dużo lepszy, doszła do trzeciej rundy, pokonana przez Martę Domachowską. Dostała się do wielkoszlemowego Roland Garros, w którym pokonała ją Lucie Šafářová. Grała również w Wimbledonie 2003 – w drugiej rundzie przegrała z Kateryną Bondarenko.
W roku 2003 w parze z Adrianą Szili wygrała wielkoszlemowy Australian Open w grze podwójnej.

### Rozgrywki zawodowe
Od roku 2003 regularnie występuje w wielkoszlemowym Australian Open, za każdym razem odpadała jednak już w pierwszym spotkaniu i w tymże turnieju zadebiutowała jako zawodniczka profesjonalna.
W roku 2004 przegrała pierwszą rundę turnieju w Gold Coast z Magüi Serną. Do końca sezonu nie zagrała w żadnej innej imprezie WTA, kilkakrotnie odpadając w kwalifikacjach. W lutym 2005 roku wygrała pierwszy zawodowy mecz, pokonując Alinę Żydkową w pierwszej rundzie w Hobarcie. Zaraz potem uległa Li Na. Na drugie wygrane spotkanie zawodowe musiała czekać kolejny rok, bowiem dopiero w Hobarcie w 2006 pokonała Aleksandrę Wozniak. Pechowe losowanie na Australian Open sprawiło, że trafiła w pierwszej rundzie na najwyżej rozstawioną Lindsay Davenport, która odprawiła Australijkę wynikiem 6:2 6:1. Casey odpadła dwa tygodnie później w pierwszej rundzie w Sydney. Pod koniec sezonu wystąpiła na Bali i w Kolkacie, odnosząc zwycięstwo nad Karoliną Šprem.
W roku 2007 wystąpiła w Sydney i Melbourne, za każdym razem odpadając w pierwszej rundzie.
W grze podwójnej na Australian Open 2007 w parze z Jessicą Moore uległy w pierwszej rundzie Alicji Rosolskiej i Wasilisie Bardinie.
Casey brała udział również w turniejach gry mieszanej, z których najlepszy rezultat osiągnęła w parze z Chrisem Guccione w Melbourne w 2007, dochodząc do drugiej rundy (porażka z Lisą Raymond i Bobem Bryanem, najwyżej rozstawionymi).
Zdecydowanie największym sukcesem Australijki jest dojście do 4. rundy Australian Open 2008. Dellacqua pokonała kolejno Włoszkę Karin Knapp, Szwajcarkę Patty Schnyder i Francuzkę Amélie Mauresmo. Wszystkie pojedynki były trzy setowe. Dopiero Jelena Janković pokonała Australijkę w dwóch setach – 7:6 6:1.
We French Open 2011 wraz z Amerykaninem Scottem Lipskym wygrała grę mieszaną pokonując w finale parę Katarina Srebotnik i Nenad Zimonjić 7:6(6), 4:6, 10–7
W Australian Open 2013 w zawodach singla odpadła w pierwszej rundzie singla, przegrywając z Madison Keys 4:6, 6:7(0). W zawodach gry podwójnej doszła do finału. Razem z Ashleigh Barty uległy w finale Sarze Errani i Robercie Vinci wynikiem 2:6, 6:3, 2:6. Tydzień później zwyciężyła w zawodach deblowych w Pattai, gdzie grała razem z Kimiko Date-Krumm. W czerwcu razem z Ashleigh Barty wygrała turniej w Birmingham, pokonując w finale Marinę Erakovic i Carę Black wynikiem 7:5, 6:4. Na Wimbledonie, także z Barty, osiągnęła finał. Australijki uległy w nim Hsieh Su-wei i Peng Shuai wynikiem 6:7(1), 1:6. Podczas US Open, również w parze z Barty, osiągnęła fazę finałową. W meczu o mistrzostwo uległy Andrei Hlaváčkovej i Lucie Hradeckiej wynikiem 7:6(4), 1:6, 4:6.
W sezonie 2014 Australijki triumfowały w zawodach w Strasburgu, gdzie w finale pokonały Tatianę Búę i Danielę Seguel 4:6, 7:5, 10–4. Podczas turnieju w Birmingham tenisistki przegrały w finale z Raquel Kops-Jones i Abigail Spears 6:7(1), 1:6.
Pierwszy finał w 2015 roku Dellacqua osiągnęła w Charleston razem z Dariją Jurak. W meczu mistrzowskim przegrały 0:6, 4:6 z Martiną Hingis i Sanią Mirzą. W maju Australijka w parze z Jarosławą Szwiedową triumfowała w zawodach rangi WTA Premier Mandatory w Madrycie, w finale pokonując Garbiñe Muguruzę oraz Carlę Suárez Navarro 6:3, 6:7(4), 10–5. Podczas French Open australijsko-kazachski debel awansował do finału, w którym przegrał z Bethanie Mattek-Sands i Lucie Šafářovą 6:3, 4:6, 2:6. Był to piąty wielkoszlemowy finał Dellacquy w grze podwójnej. Podczas US Open para ta znów dotarła do finału, lecz ponownie nie znalazły recepty na zwycięstwo nad najwyżej rozstawioną parą Martina Hingis–Sania Mirza.

## Życie prywatne
Casey Dellacqua jest córką Kima Dellacqu’y, mechanika samochodowego, i jego żony Nity, recepcjonistki. Ma siostrę Brooke i brata Bena.
31 sierpnia 2013 roku poinformowała, że jej partnerka Amanda Judd urodziła ich pierwsze wspólne dziecko, syna Blake’a Benjamina.
20 grudnia 2015 Judd i Dellacqua ogłosiły za pośrednictwem portali społecznościowych, że Amanda jest w ciąży z drugim dzieckiem. Dziewczynka, która otrzymała imię Andie, urodziła się 27 kwietnia 2016.

## Historia występów wielkoszlemowych
Legenda
     W, wygrany turniej
     F, przegrana w finale
     SF, przegrana w półfinale
     QF, przegrana w ćwierćfinale
     xR, przegrana w x rundzie
     Qx, przegrana w x rundzie kwalifikacji
     A, brak startu

### Występy w grze pojedynczej
| Australian Open        | A   | 1R  | 1R  | 1R  | 1R  | 1R | 4R | 1R   | 3R  | A   | 2R | 1R  | 4R | 2R  | 0 / 12 | 10 – 12 |  |  |  |  |  |  |  |  |  |  |
| French Open            | A   | A   | A   | A   | Q1  | 1R | 3R | A    | A   | 1R  | 1R | Q2  | 2R | 1R  | 0 / 6  | 3 – 6   |  |  |  |  |  |  |  |  |  |  |
| Wimbledon              | A   | Q1  | A   | A   | Q1  | 1R | 3R | A    | 1R  | Q1  | 1R | Q3  | 2R | 3R  | 0 / 6  | 5 – 6   |  |  |  |  |  |  |  |  |  |  |
| US Open                | A   | A   | A   | A   | Q1  | 2R | 1R | A    | A   | 1R  | 2R | 1R  | 4R | 1R  | 0 / 7  | 5 – 7   |  |  |  |  |  |  |  |  |  |  |
|                        |     |     |     |     |     |    |    |      |     |     |    |     |    |     |        |         |  |  |  |  |  |  |  |  |  |  |
| Ranking na koniec roku | 458 | 275 | 301 | 223 | 172 | 78 | 55 | 1004 | 226 | 156 | 88 | 130 | 30 | 112 | 0 / 31 | 23 – 31 |  |  |  |  |  |  |  |  |  |  |

### Występy w grze podwójnej
| Australian Open        | A   | 2R  | 2R  | 1R  | 2R  | 1R  | 1R | SF | 1R  | A  | 1R | F  | 2R | 2R | A   | QF | 2R | 0 / 14 | 17 – 14 |  |  |  |  |  |  |  |  |
| French Open            | A   | A   | A   | A   | A   | A   | F  | A  | A   | 3R | 2R | 1R | QF | F  | A   | F  | A  | 0 / 7  | 21 – 7  |  |  |  |  |  |  |  |  |
| Wimbledon              | A   | A   | A   | A   | A   | A   | SF | A  | 1R  | 1R | 2R | F  | QF | QF | A   | QF | A  | 0 / 8  | 19 – 8  |  |  |  |  |  |  |  |  |
| US Open                | A   | A   | 1R  | A   | A   | 2R  | 1R | A  | A   | 1R | 1R | F  | 1R | F  | A   | 2R | A  | 0 / 9  | 12 – 9  |  |  |  |  |  |  |  |  |
|                        |     |     |     |     |     |     |    |    |     |    |    |    |    |    |     |    |    |        |         |  |  |  |  |  |  |  |  |
| Ranking na koniec roku | 545 | 224 | 117 | 141 | 121 | 123 | 21 | –  | 251 | 56 | 67 | 10 | 31 | 5  | 273 | 10 | –  | 0 / 38 | 69 – 38 |  |  |  |  |  |  |  |  |

### Występy w grze mieszanej
| Australian Open | A | A | 1R | A | 1R | 2R | A  | A | 1R | A  | 2R | 1R | 1R | QF | A | 2R | 2R | 0 / 10 | 6 – 10  |  |  |  |  |  |  |  |  |
| French Open     | A | A | A  | A | A  | A  | A  | A | A  | W  | A  | 1R | 1R | A  | A | SF | A  | 1 / 4  | 8 – 3   |  |  |  |  |  |  |  |  |
| Wimbledon       | A | A | A  | A | A  | A  | 3R | A | A  | 2R | A  | 3R | QF | 2R | A | 2R | A  | 0 / 6  | 7 – 6   |  |  |  |  |  |  |  |  |
| US Open         | A | A | A  | A | A  | A  | 2R | A | A  | A  | A  | 1R | 2R | A  | A | 1R | A  | 0 / 4  | 2 – 4   |  |  |  |  |  |  |  |  |
|                 |   |   |    |   |    |    |    |   |    |    |    |    |    |    |   |    |    |        |         |  |  |  |  |  |  |  |  |
|                 |   |   |    |   |    |    |    |   |    |    |    |    |    |    |   |    |    | 1 / 24 | 23 – 23 |  |  |  |  |  |  |  |  |

## Finały turniejów WTA
| Legenda                     | Legenda |
| --------------------------- | ------- |
| Wielki Szlem                |         |
| Igrzyska olimpijskie        |         |
| WTA Tour Championships      |         |
| 2009 – 2020                 |         |
| WTA Premier Mandatory       |         |
| WTA Premier 5               |         |
| WTA Premier                 |         |
| WTA International Series    |         |
| WTA 125K series (2012–2020) |         |

### Gra podwójna 20 (7–13)
| Końcowy wynik | Nr  | Data             | Turniej         | Nawierzchnia | Partnerka           | Przeciwniczki                                  | Wynik finału      |
| ------------- | --- | ---------------- | --------------- | ------------ | ------------------- | ---------------------------------------------- | ----------------- |
| Finalistka    | 1.  | 6 czerwca 2008   | French Open     | Ceglana      | Francesca Schiavone | Anabel Medina Garrigues Virginia Ruano Pascual | 6:2, 5:7, 4:6     |
| Finalistka    | 2.  | 16 stycznia 2009 | Sydney          | Twarda       | Nathalie Dechy      | Hsieh Su-wei Peng Shuai                        | 0:6, 1:6          |
| Finalistka    | 3.  | 25 stycznia 2013 | Australian Open | Twarda       | Ashleigh Barty      | Sara Errani Roberta Vinci                      | 2:6, 6:3, 2:6     |
| Zwyciężczyni  | 1.  | 3 lutego 2013    | Pattaya         | Twarda       | Kimiko Date-Krumm   | Akgul Amanmuradova Aleksandra Panowa           | 6:3, 6:2          |
| Zwyciężczyni  | 2.  | 16 czerwca 2013  | Birmingham      | Trawiasta    | Ashleigh Barty      | Cara Black Marina Erakovic                     | 7:5, 6:4          |
| Finalistka    | 4.  | 6 lipca 2013     | Wimbledon       | Trawiasta    | Ashleigh Barty      | Hsieh Su-wei Peng Shuai                        | 6:7(1), 1:6       |
| Finalistka    | 5.  | 7 września 2013  | US Open         | Twarda       | Ashleigh Barty      | Andrea Hlaváčková Lucie Hradecká               | 7:6(4), 1:6, 4:6  |
| Zwyciężczyni  | 3.  | 24 maja 2014     | Strasburg       | Ceglana      | Ashleigh Barty      | Tatiana Búa Daniela Seguel                     | 4:6, 7:5, 10–4    |
| Finalistka    | 6.  | 15 czerwca 2014  | Birmingham      | Trawiasta    | Ashleigh Barty      | Raquel Kops-Jones Abigail Spears               | 6:7(1), 1:6       |
| Finalistka    | 7.  | 12 kwietnia 2015 | Charleston      | Ceglana      | Darija Jurak        | Martina Hingis Sania Mirza                     | 0:6, 4:6          |
| Zwyciężczyni  | 4.  | 9 maja 2015      | Madryt          | Ceglana      | Jarosława Szwiedowa | Garbiñe Muguruza Carla Suárez Navarro          | 6:3, 6:7(4), 10–5 |
| Finalistka    | 8.  | 7 czerwca 2015   | French Open     | Ceglana      | Jarosława Szwiedowa | Bethanie Mattek-Sands Lucie Šafářová           | 6:3, 4:6, 2:6     |
| Finalistka    | 9.  | 23 sierpnia 2015 | Cincinnati      | Twarda       | Jarosława Szwiedowa | Chan Hao-ching Chan Yung-jan                   | 5:7, 4:6          |
| Finalistka    | 10. | 13 września 2015 | US Open         | Twarda       | Jarosława Szwiedowa | Martina Hingis Sania Mirza                     | 3:6, 3:6          |
| Zwyciężczyni  | 5.  | 5 marca 2017     | Kuala Lumpur    | Twarda       | Ashleigh Barty      | Nicole Melichar Makoto Ninomiya                | 7:6(5), 6:3       |
| Zwyciężczyni  | 6.  | 26 maja 2017     | Strasburg       | Ceglana      | Ashleigh Barty      | Chan Hao-ching Chan Yung-jan                   | 6:4, 6:2          |
| Finalistka    | 11. | 11 czerwca 2017  | French Open     | Ceglana      | Ashleigh Barty      | Bethanie Mattek-Sands Lucie Šafářová           | 2:6, 1:6          |
| Zwyciężczyni  | 7.  | 25 czerwca 2017  | Birmingham      | Trawiasta    | Ashleigh Barty      | Chan Hao-ching Zhang Shuai                     | 6:1, 2:6, 10–8    |
| Finalistka    | 12. | 1 lipca 2017     | Eastbourne      | Trawiasta    | Ashleigh Barty      | Chan Yung-jan Martina Hingis                   | 3:6, 5:7          |
| Finalistka    | 13. | 26 sierpnia 2017 | New Haven       | Twarda       | Ashleigh Barty      | Gabriela Dabrowski Xu Yifan                    | 6:3, 3:6, 8–10    |

### Gra mieszana 1 (1–0)
| Końcowy wynik | Nr | Data           | Turniej     | Nawierzchnia | Partner      | Przeciwnicy                       | Wynik finału      |
| ------------- | -- | -------------- | ----------- | ------------ | ------------ | --------------------------------- | ----------------- |
| Zwyciężczyni  | 1. | 2 czerwca 2011 | French Open | Ceglana      | Scott Lipsky | Katarina Srebotnik Nenad Zimonjić | 7:6(6), 4:6, 10–7 |

## Występy w Turnieju Mistrzyń

### W grze podwójnej
| Rok  | Rezultat              | Partnerka           | Przeciwniczki                | Wynik                |
| 2013 | Zawodniczki rezerwowe | Ashleigh Barty      | nie wystąpiły                | nie wystąpiły        |
| 2015 | wycofanie             | Jarosława Szwiedowa | nie wystąpiły                | nie wystąpiły        |
| 2017 | Ćwierćfinał           | Ashleigh Barty      | Kiki Bertens Johanna Larsson | 6:7(7), 7:6(1), 6–10 |

## Finały juniorskich turniejów wielkoszlemowych

### Gra podwójna (1)
| Końcowy wynik | Rok  | Turniej         | Nawierzchnia | Partnerka     | Przeciwniczki                    | Wynik finału   |
| Zwyciężczyni  | 2003 | Australian Open | Twarda       | Adriana Szili | Petra Cetkovská Barbora Strýcová | 6:3, 4:4 krecz |